# 1774
| [ Edytuj tabelę ]              | |
| Król Polski                    | - 1764 Stanisław August Poniatowski 1795 |
| Emir Afganistanu               | - 1772 Timur Szah Durrani 1793 |
| Współksiążęta Andory           | - 1771 Joaquín de Santiyán y Valdivielso 1779 - 1715 Ludwik XV 1774 - 1774 Ludwik XVI 1792                                                        |
| Elektor Bawarii                | - 1745 Maksymilian III Józef 1777 |
| Sułtan Brunei                  | - 1762 Omar Ali Saifuddin I 1795 |
| Cesarz Chin                    | - 1735 Qianlong 1796 |
| Król Czech                     | - 1743 Maria Teresa 1780 |
| Król Danii                     | - 1766 Chrystian VII 1808 |
| Dalajlama                      | - 1758 Jamphel Gjaco 1804 |
| Król Francji                   | - 1715 Ludwik XV 1774 - 1774 Ludwik XVI 1792 |
| Król Gruzji                    | - 1762 Herakliusz II 1798 |
| Król Hiszpanii                 | - 1759 Karol III 1788 |
| Landgraf Hesji-Kassel          | - 1760 Fryderyk II Heski 1785 |
| Stadhouder Holandii            | - 1751 Wilhelm V Orański 1795 |
| Szach Iranu                    | - 1750 Karim Chan 1779 |
| Państwo Wielkich Mogołów       | - 1759 Shah Alam II 1806 |
| Król Irlandii                  | - 1760 Jerzy III Hanowerski 1820 |
| Cesarz Japonii                 | - 1770 Go-Momozono 1779 |
| Kalif                          | - 1773 Abdülhamid I 1789 |
| Patriarcha Konstantynopola     | - 1773 Samuel I Chaceres 1774 - 1774 Sofroniusz II 1780                                                                                           |
| Władca Korei                   | - 1724 Yŏngjo 1776 |
| Książę Kurlandii i Semigalii   | - 1769 Piotr Biron 1795 |
| Emir Kuwejtu                   | - 1762 Abd Allah I 1814 |
| Książę Liechtensteinu          | - 1772 Franciszek Józef I 1781 |
| Sułtan Maroka                  | - 1757 Muhammad III 1790 |
| Książę Monako                  | - 1733 Honoriusz III 1793 |
| Król Nawarry                   | - 1710 Ludwik XV 1774 - 1774 Ludwik XVI 1791 |
| Król Nepalu                    | - 1768 Prithvi Narayan 1775 |
| Król Norwegii                  | - 1766 Chrystian VII 1784 |
| Sułtan Omanu                   | - 1749 Ahmad ibn Sa’id 1783 |
| Elektor Palatynatu             | - 1742 Karol IV Teodor 1799 |
| Papież                         | - 1769 Klemens XIV 1774 |
| Książę Parmy i Piacenzy        | - 1765 Ferdynand 1802 |
| Król Portugalii                | - 1750 Józef 1777 |
| Król Prus                      | - 1772 Fryderyk II Wielki 1786 |
| Car Rosji                      | - 1762 Katarzyna II Wielka 1796 |
| Cesarz Rzymski (niemiecki)     | - 1765 Józef II Habsburg 1790 |
| Kapitanowie Regenci San Marino | - 1773 Francesco Manenti Pompeo Zoli 1774 - 1774 Gaetano Belluzzi Antonio Capicchioni 1774 - 1774 Giuliano Belluzzi Francesco Antonio Casali 1775 |
| Elektor Saksonii               | - 1763 Fryderyk August III 1806 |
| Król Sardynii                  | - 1773 Wiktor Amadeusz III 1796 |
| Król Szwecji                   | - 1771 Gustaw III 1792 |
| Król Tajlandii                 | - 1769 Taksin 1782 |
| Sułtan Turków                  | - 1757 Mustafa III 1774 - 1774 Abdülhamid I 1789                                                                                                  |
| Doża Wenecji                   | - 1763 Alvise Giovanni Mocenigo 1779 |
| Król Węgier                    | - 1740 Maria Teresa 1780 |
| Monarcha Wielkiej Brytanii     | - 1760 Jerzy III 1820 |
| Premier Wielkiej Brytanii      | - 1770 Lord North 1782 |

Rok 1774 / MDCCLXXIV
stulecia: XVII wiek ~
XVIII wiek ~
XIX wiek

lata: 1764 «
1769 «
1770 «
1771 «
1772 «
1773 «
1774
» 1775
» 1776
» 1777
» 1778
» 1779
» 1784

## Wydarzenia na świecie
- 20 stycznia – Portugalia: po raz pierwszy zniesiony został trybunał inkwizycji w Goa, oficjalnie z powodów finansowych.
- 29 stycznia – została założona loża wolnomularska Karola pod Trzema Hełmami.
- 14 marca – James Cook wylądował na Wyspie Wielkanocnej.
- 20 kwietnia – James Cook odkrył Wyspy Pallisera w archipelagu Tuamotu na Pacyfiku.
- 10 maja – Ludwik XVI objął tron Francji.
- 1 czerwca – rząd brytyjski nakazał zamknięcie portu w Bostonie, do czasu aż mieszkańcy miasta zapłacą za wyrzucony do zatoki ładunek herbaty z trzech statków, co miało miejsce w czasie protestu społecznego z grudnia 1773 roku przeciwko polityce fiskalnej metropolii, nazwanego herbatką bostońską.
- 14 czerwca – otwarto Kanał Bydgoski.
- 20 czerwca – V wojna rosyjsko-turecka: zwycięstwo Rosjan w bitwie pod Kozłudżą.
- 22 czerwca – Parlament Brytyjski przyjął Ustawę o Quebecu.
- 1 lipca i 20 lipca – V wojna rosyjsko-turecka: bitwa morska pod Kerczem.
- 21 lipca – po sukcesach Suworowa, który wdarł się w bułgarskie posesje Osmanów, zawarto kończący wojnę pomiędzy Rosją a Turcją traktat w Küczük Kajnardży; Moskwie przypadły ziemie na północnym wybrzeżu Morza Czarnego, zwane odtąd „Nową Rosją”, obie strony zaś uznały niepodległość Chanatu Krymskiego (ile były warte gwarancje Katarzyny, okazało się już po 9 latach).
- 1 sierpnia – Joseph Priestley odkrył tlen.
- 2 sierpnia – odbyła się premiera francuskiej wersji opery Orfeusz i Eurydyka Christopha Willibalda Glucka.
- 4 września – James Cook odkrył Nową Kaledonię.
- 5 września – w Filadelfii zebrał się pierwszy Kongres Kontynentalny.
- 26 października – Filadelfia: zakończył się I Kongres Kontynentalny.

- Benjamin Franklin napisał artykuł proponujący wyjaśnienie skuteczności „uspokajania wody” przy użyciu zjawiska fali kapilarnej.
- Mieszczanin warszawski Piotr Grozmani(inne języki) dotarł do Brazylii.

## Urodzili się
- 17 lutego – Raphaelle Peale, amerykański malarz (zm. 1825)
- 1 marca – Magdalena z Canossy, święta katolicka (zm. 1835)
- 16 marca
  - Matthew Flinders, angielski podróżnik i żeglarz (zm. 1814)
  - Józef Rzodkiewicz, polski szlachcic, pułkownik, uczestnik insurekcji kościuszkowskiej (zm. 1828)
- 18 marca
  - Gabriel Józef Alojzy Biernacki, polski generał, polityk (zm. 1834)
  - Ludovico Gazzoli, włoski kardynał (zm. 1858)
- 29 marca – Franciszek Pawłowski, biskup płocki (zm. 1852)
- 1 kwietnia – Gottfried Daniel Krummacher, pruski teolog kalwiński (zm. 1837)
- 21 kwietnia – Jean-Baptiste Biot, francuski fizyk, matematyk, geodeta i astronom (zm. 1862)
- 28 kwietnia – Francis Baily, angielski astronom (zm. 1844)
- 1 maja – John Reeves, angielski przyrodnik amator, zoolog i botanik (zm. 1856)
- 10 lipca – Franciszek Ksawery Krasicki, polski generał, powstaniec kościuszkowski, napoleoński i listopadowy, naczelnik powstania antyaustriackiego w ziemi sanockiej (zm. 1844)
- 12 lipca – Jozef Dekret-Matejovie, słowacki leśnik (zm. 1841)
- 20 lipca – Auguste Marmont, francuski marszałek (zm. 1852)
- 28 sierpnia – Elżbieta Seton, założycielka Sióstr Miłosierdzia im. św. Józefa, święta katolicka, pierwsza rodzima obywatelka Stanów Zjednoczonych, która została kanonizowana (zm. 1821)
- 8 września – Anna Katarzyna Emmerich, niemiecka mistyczka, stygmatyczka (zm. 1824)
- 11 listopada – Marcin Dunin, polski duchowny katolicki, arcybiskup gnieźnieński i prymas Polski (zm. 1842)
- 21 listopada – Elżbieta Canori Mora, włoska tercjarka, błogosławiona (zm. 1825)
- 25 listopada – Stefan Bellesini, włoski augustianin, błogosławiony katolicki (zm. 1840)
- 28 listopada – Maria Antonina, księżniczka parmeńska, urszulanka, malarka (zm. 1841)
- 17 grudnia – Littleton Waller Tazewell, amerykański polityk, senator ze stanu Wirginia (zm. 1860)

- data dzienna nieznana: 
  - Magdalena Kim Ŏb-i, koreańska męczennica, święta katolicka (zm. 1839)

## Zmarli
- 7 stycznia – Józef Andrzej Załuski, biskup kijowski, mecenas nauki i kultury, bibliofil, polihistor, współzałożyciel Biblioteki Załuskich (ur. 1702)
- 21 stycznia – Mustafa III, sułtan imperium osmańskiego (ur. 1717)
- 4 kwietnia – Oliver Goldsmith, irlandzki lekarz i pisarz (ur. 1728)
- 17 kwietnia – Antoni Duchnowski, polski ksiądz katolicki, kanonik inflancki (ur. 1708)
- 10 maja – Ludwik XV, król Francji i Nawarry (ur. 1710)
- 16 grudnia – François Quesnay, francuski lekarz, teoretyk ekonomii, twórca szkoły fizjokratycznej (ur. 1694)

## Święta ruchome
- Tłusty czwartek: 10 lutego
- Ostatki: 15 lutego
- Popielec: 16 lutego
- Niedziela Palmowa: 27 marca
- Wielki Czwartek: 31 marca
- Wielki Piątek: 1 kwietnia
- Wielka Sobota: 2 kwietnia
- Wielkanoc: 3 kwietnia
- Poniedziałek Wielkanocny: 4 kwietnia
- Wniebowstąpienie Pańskie: 12 maja
- Zesłanie Ducha Świętego: 22 maja
- Boże Ciało: 2 czerwca